# La Crosse
La Crosse je město v okresu La Crosse County ve státě Wisconsin ve Spojených státech amerických. Jde o dvanácté největší město ve Wisconsinu a 763. největší město ve Spojených státech. Leží na břehu řeky Mississippi u státní hranice s Minnesotou. Město je považováno za univerzitní, neboť se v něm nachází několik univerzit. Je obklopeno prériemi. 
S celkovou rozlohou 62 km² byla hustota zalidnění 911 obyvatel na km². K roku 2020 zde žilo 52 680 obyvatel. 